# Vida György (művészettörténész)
Vida György (román publikációit Gheorghe Vida néven írja alá; Nagybánya, 1946. augusztus 8. – Bukarest, 2019. szeptember 8.) erdélyi magyar művészettörténész, műkritikus, Vida Géza szobrászművész fia, Kádár Géza festőművész unokája.

## Életútja
Szülővárosában járt középiskolába; a bukaresti Képzőművészeti Főiskolán 1970-ben szerzett művészetelméleti és művészettörténeti szakképesítést. A bukaresti G. Oprescu Művészettörténeti Intézet tudományos kutatója (1970–89), 1990-től főmunkatársa, igazgatóhelyettese. 1990–94 között a Művelődési Minisztérium Vizuális Művészetek Főosztályának vezetője. 2001-től a párizsi székhelyű Művészettörténeti Nemzetközi Bizottság román tagozatának elnöke.
Kiállítások, emlékkiállítások szervezője (Barabás Miklós, Gazdáné Olosz Ella, Hargita Visual Art csoport).

## Munkássága
Szakterülete az erdélyi képzőművészet a 19–20. században, a kortárs művészet. 1972–73-ban Herder-ösztöndíjasként Bécsben, 1994-ben Samuel Kress kutató-ösztöndíjasként Berlinben folytatott külföldi tanulmányokat.  Tanulmányai, dolgozatai, szakcikkei román, magyar, német, francia nyelven jelennek meg hazai és külföldi folyóiratokban (Arta, Amfiteatru, Contemporanul, stb.), szakkiadványokban. Az 1990-es évek elején tagja volt a Studii şi Cercetări de Istoria Artei és a Revue Roumaine d’ Histoire d’Art szerkesztőbizottságának; romániai művészekről szóló szócikkei az Allgemeines Lexikon der bildenden Künstler általános képzőművészeti lexikonban (Lipcse, 1991) jelentek meg.

## Jelentősebb közleményei
- Contribuţii la studiul vieţii şi operei lui Mihály Munkácsy (Bukarest, 1972);
- Contribuţii la studiul vieţii şi operei lui Mihály Munkácsy pe baza scrisorilor şi mărturiilor rămase de la Sigismund Ormós (Bukarest, 1972);
- Arta ambientală din România (Bukarest, 1978);
- Aspecte ale receptării artei europene în Transilvania secolului XIX. (Bukarest, 1978);
- Mattis-Teutsch şi dialogul european al formelor (Bukarest, 1984);
- Kádár Géza művei és életútja (Bukarest, 1993);
- Román művészek a két világháború között Nagybányán (Bukarest, 1997);
- Şcoala de la Baia Mare şi tendinţele înnoitoare ale artei începutului de secol XX. (Bukarest, 1998).
- Vida György–Murádin Jenő: Kádár Géza. Offenbächer József emlékére; Séfer Kft., Nyíregyháza, 2005

## Szerkesztése
- Szerkesztette a Látvány és gondolat. Tanulmányok a jelenkori román képzőművészetről c. kiadványt (Nyíregyháza, 1991), benne saját Környezetművészeti törekvések Romániában c. tanulmányával.

## Díjak, elismerések
- 1993-ban elnyerte a Romániai Képzőművészek Szövetségének díját.
- 2002-ben a román–magyar művelődési kapcsolatok ápolásában a magyar művészettörténet terén végzett munkásságáért a Magyar Köztársaság Érdemrendjének lovagkeresztjével tüntették ki.